# His Trust
His Trust er en amerikansk stumfilm fra 1911 af D. W. Griffith.

## Medvirkende
- Wilfred Lucas som George
- Dell Henderson som Frazier
- Claire McDowell
- Edith Haldeman
- Dorothy West